# Гостюхинского карьера
Гостюхинского карьера — посёлок в Ковровском районе Владимирской области России, входит в состав Клязьминского сельского поселения.

## География
Посёлок расположен в 10 км на юго-запад от центра поселения села Клязьминский Городок и в 7 км на восток от райцентра города Ковров, железнодорожная платформа 262 км на линии Ковров — Нижний Новгород.

## История
После Великой Отечественной войны входил в состав Клязьминского сельсовета, с 2005 года — в составе Клязьминского сельского поселения.

## Население
| 2002 | 2010 | 2021 |
| ---- | ---- | ---- |
| 37   | ↗41  | ↘30  |